# Kamienice Przybyłów

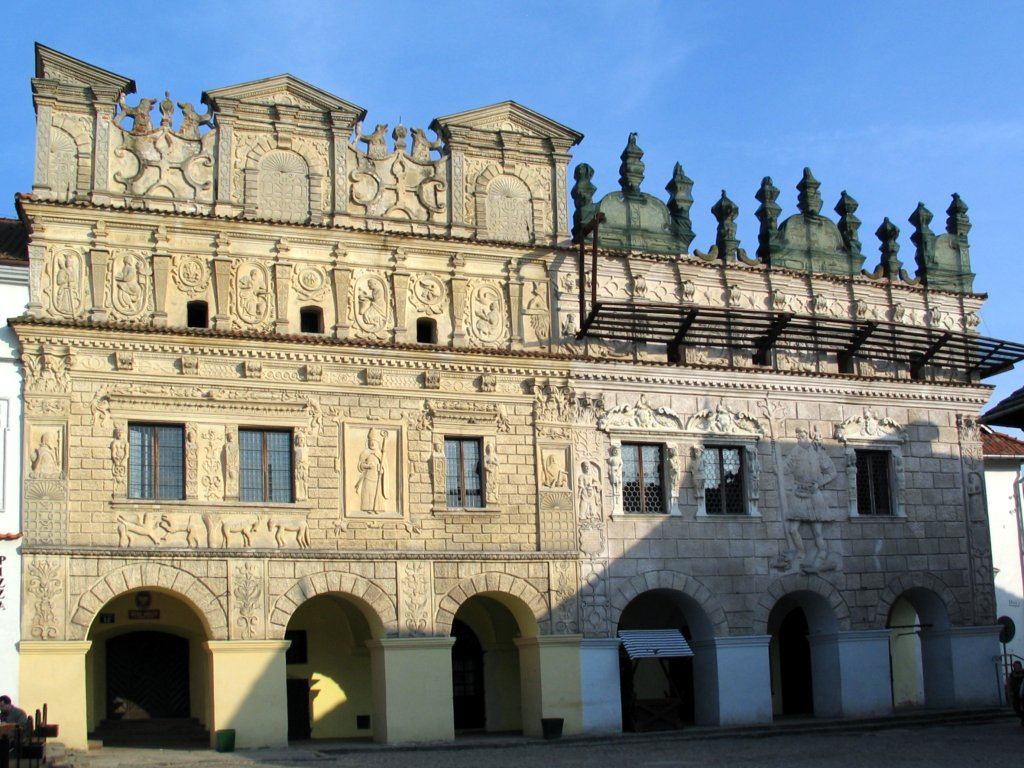
Kamienice Przybyłów (2008)

Kamienice Przybyłów – renesansowe kamienice z 1615 roku znajdujące się na rynku w Kazimierzu Dolnym. Architektura tych kamienic nawiązuje do budowli renesansu włoskiego i niderlandzkiego, ale potraktowanego w sposób naiwny.
Zbudowane zostały prawdopodobnie przez muratorów z Lublina z wapienia pochodzącego z miejscowych kamieniołomów. Otrzymały bogatą płaskorzeźbioną dekorację elewacji oraz wspaniale rozbudowane i bogate attyki. Attyki te kryją strome dachy prostopadłe do elewacji, odprowadzające opady w stronę podwórza. Na elewacji widać postaci świętych Krzysztofa z Dzieciątkiem Jezus na ramieniu, przeprawiającego się przez rzekę, i Mikołaja w stroju biskupim z pastorałem w dłoni. Właścicielami kamienic byli bracia Krzysztof i Mikołaj, pochodzący z zamożnej rodziny Przybyłów. Kamienice mają renesansowe podcienia.
Podobna do kamienic braci Przybyłów jest Kamienica Celejowska, zbudowana dla Bartłomieja Celeja, znajdująca się przy ulicy Senatorskiej.

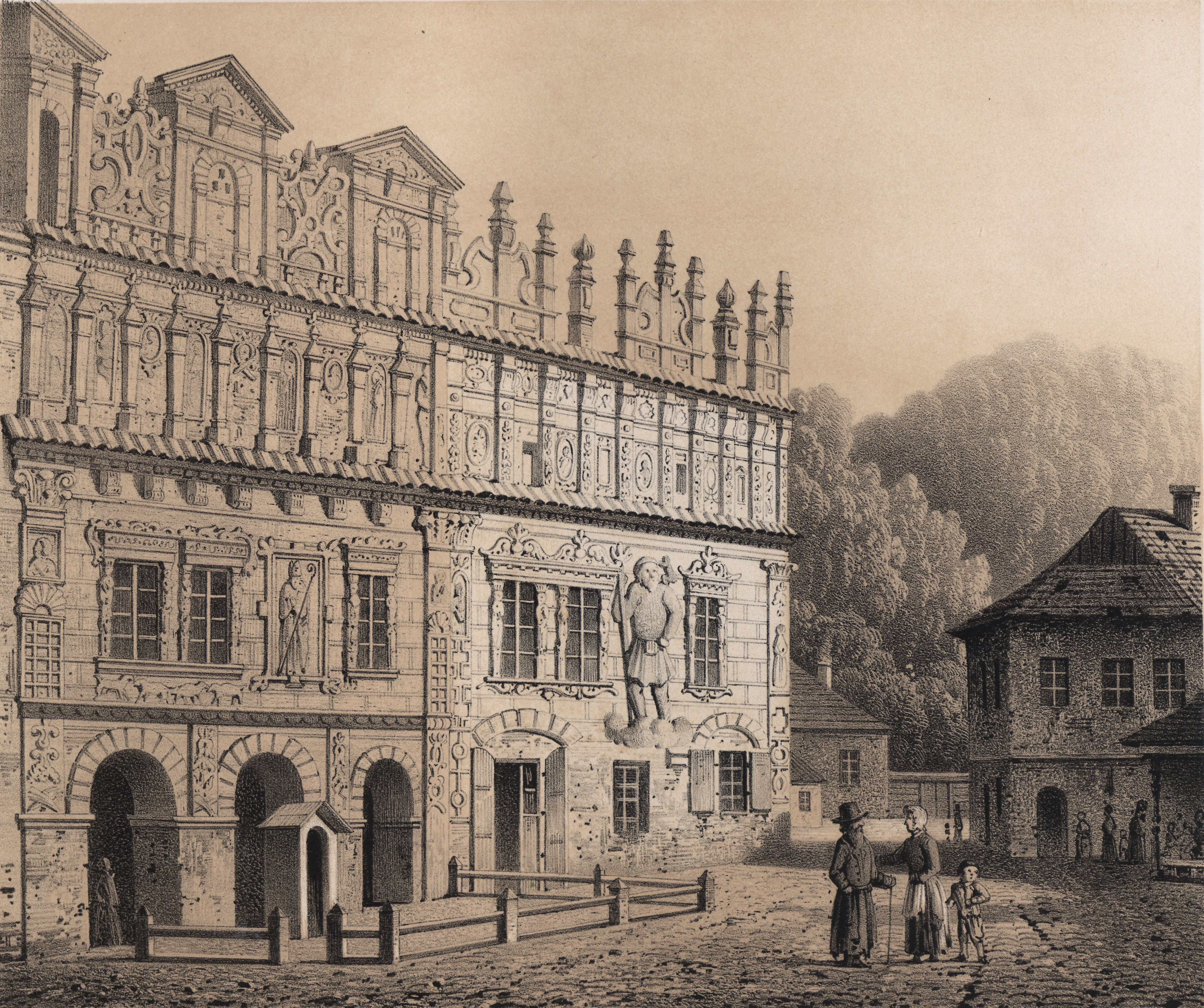
Kamienice na litografii Adama Lerue (ok. 1858)
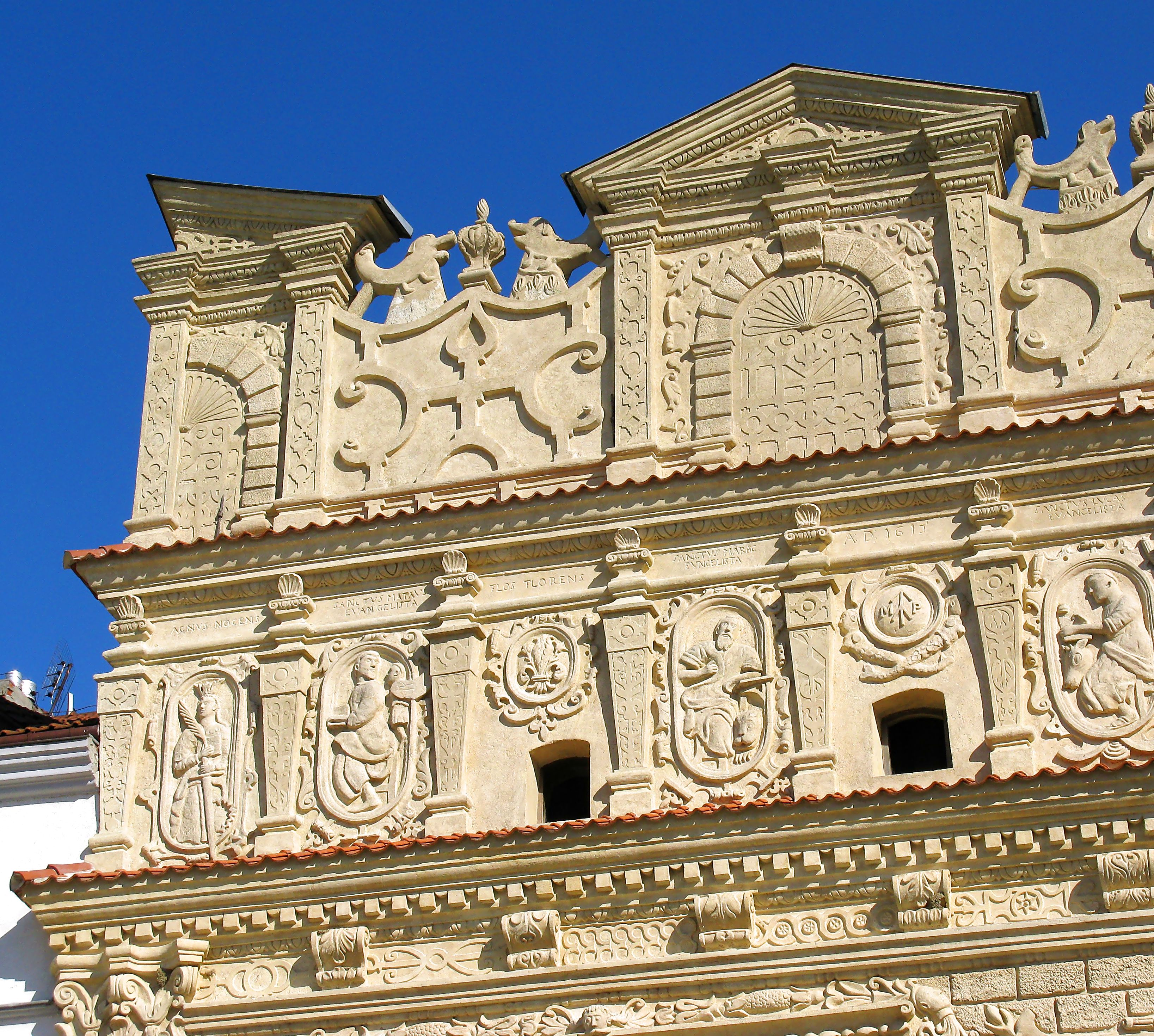
Szczegół kamienicy św. Mikołaja
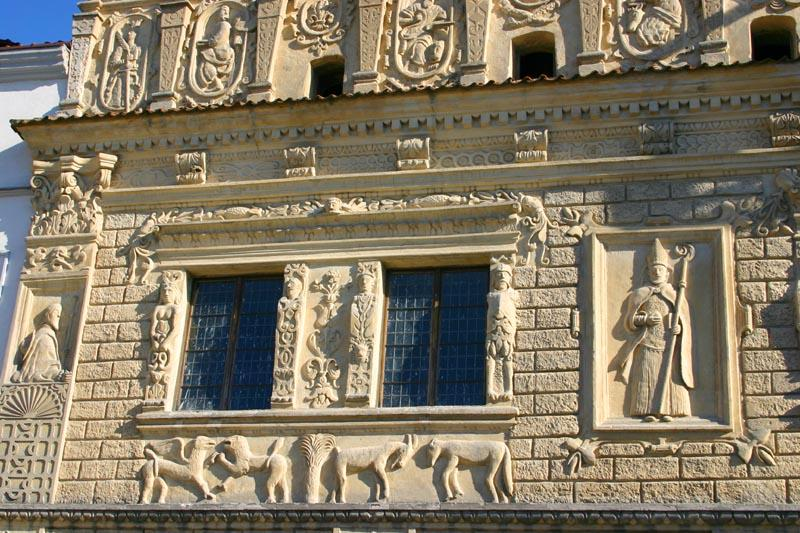
Szczegół kamienicy św. Mikołaja
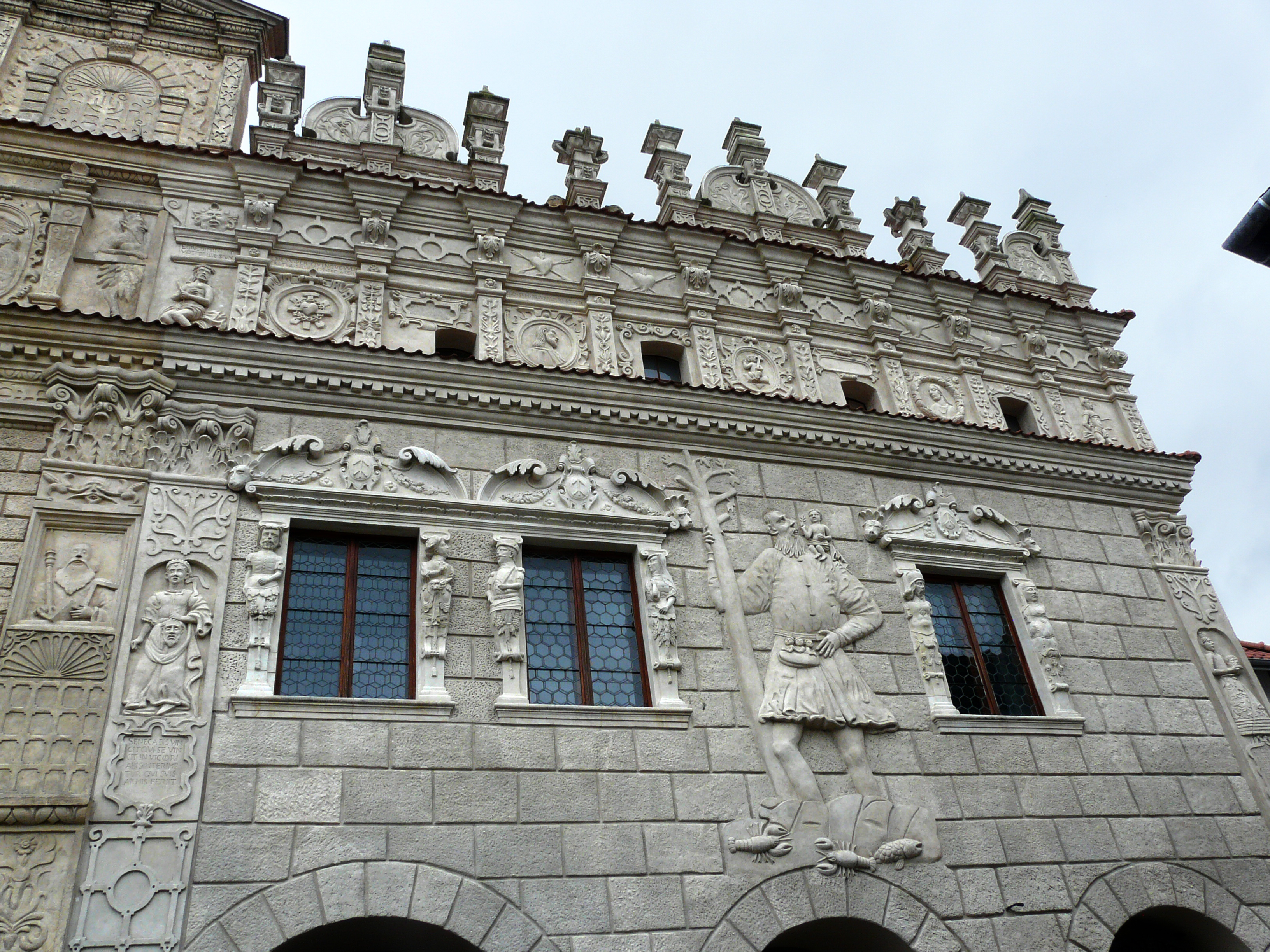
Szczegół kamienicy św. Krzysztofa
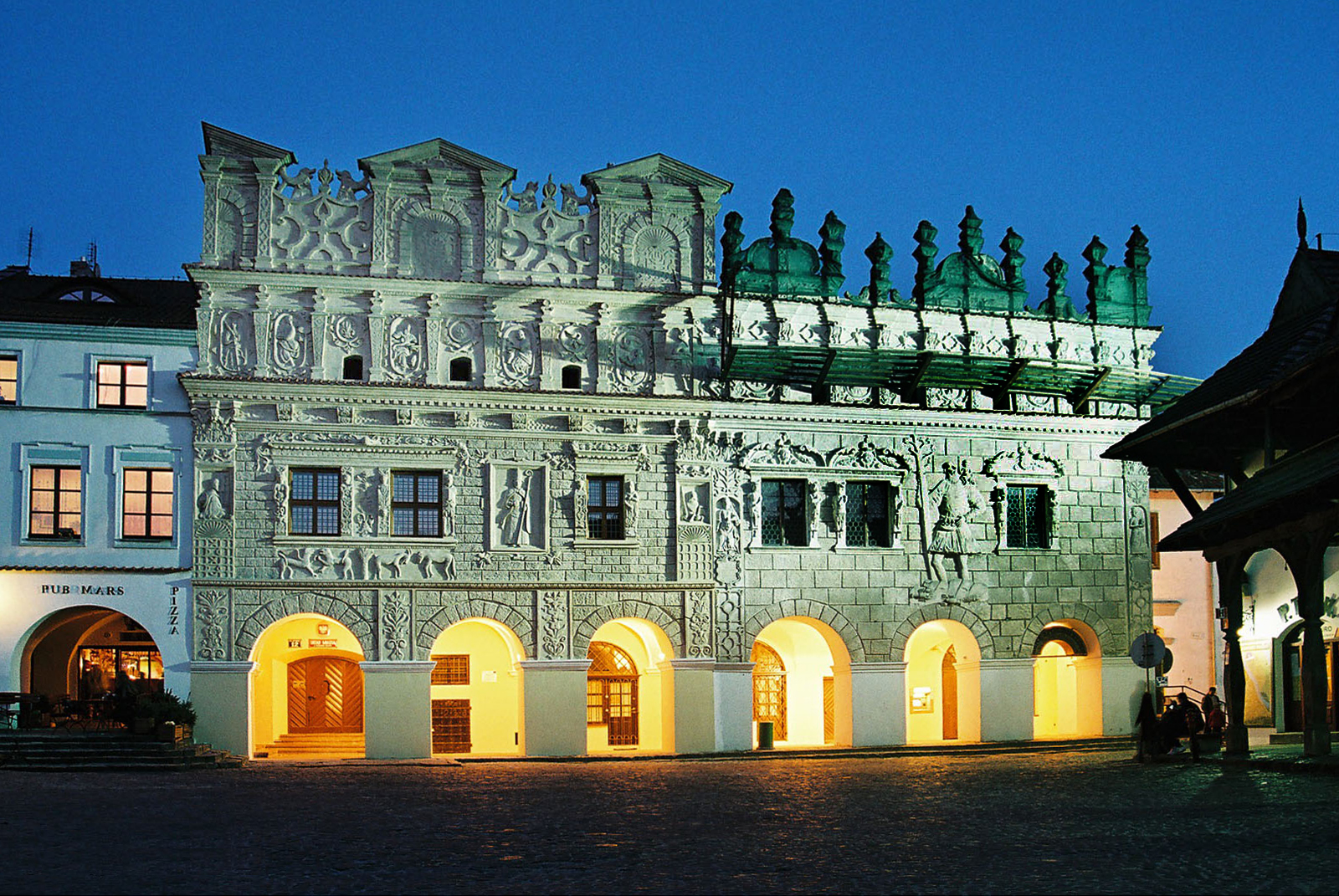
Kamienice w nocy
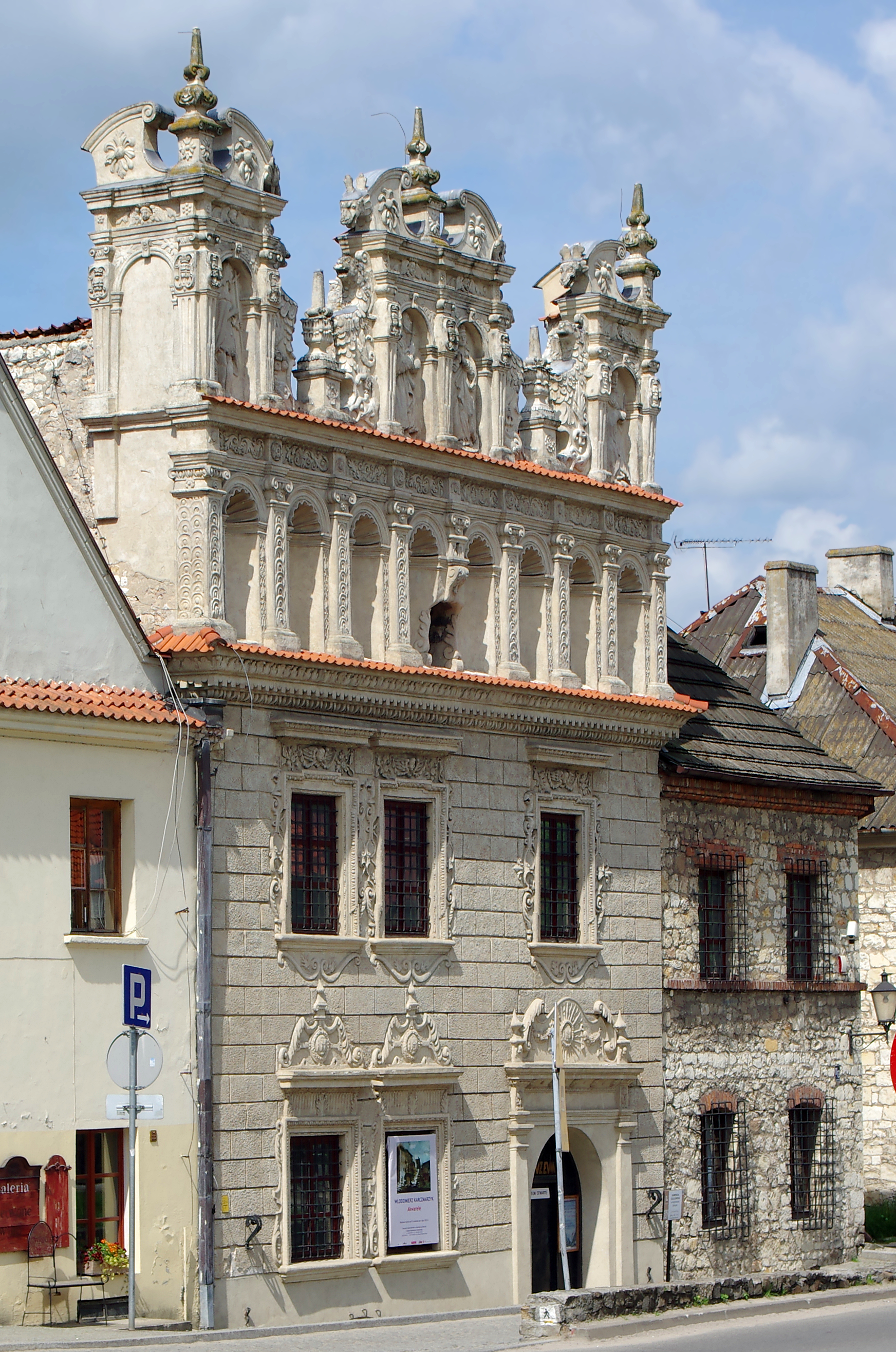
Kamienica Celejowska
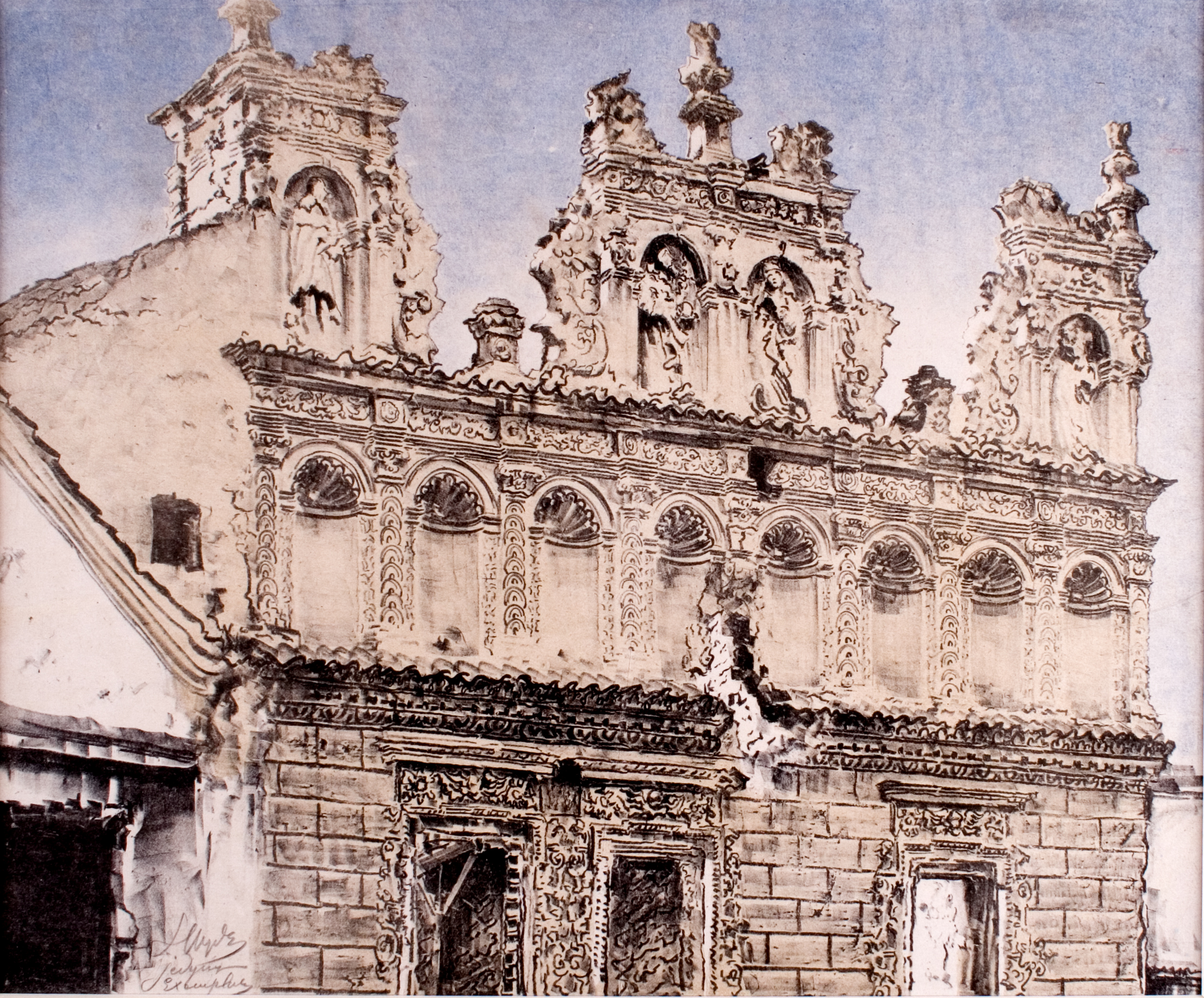
Leon Wyczółkowski, Attyka Kamienicy Celejowskiej, 1918